# Tiburcio Arnáiz Muñoz
Tiburcio Arnáiz Muñoz (Valladolid, 11 agosto 1865 – Malaga, 18 luglio 1926) è stato un presbitero spagnolo, membro professo della Compagnia di Gesù.